# Вик за свобода
Вик за свобода (на английски: Cry Freedom) е британски филм от 1987 г. Джон Брайли пише сценария за филма, основавайки се на две книги на журналиста Доналд Уудс. Действието във филма е концентрирано над Доналд Уудс и Стив Бико.

## Актьорски състав
| Актьор           | Роля        |
| Дензъл Уошингтън | Стив Бико   |
| Кевин Клайн      | Доналд Уудс |
| Джон Тоу         | Кругер      |

## Награди и номинации
| Награда                              | Категория                           | Номиниран(и)                  | Резултат  |
| ------------------------------------ | ----------------------------------- | ----------------------------- | --------- |
| Награди на филмовата академия на САЩ | Най-добра поддържаща мъжка роля     | Дензъл Уошингтън              | номинация |
| Награди на филмовата академия на САЩ | Най-добра оригинална филмова музика | Джордж Фентън, Джонас Гуангуа | номинация |
| Награди на филмовата академия на САЩ | Най-добра оригинална песен          | „Cry Freedom“                 | номинация |
| Златен глобус                        | Най-добър драматичен филм           | Най-добър драматичен филм     | номинация |
| Златен глобус                        | Най-добър актьор в драматичен филм  | Дензъл Уошингтън              | номинация |
| Златен глобус                        | Най-добър режисьор                  | Ричард Атънбъро               | номинация |
| Златен глобус                        | Най-добра оригинална филмова музика | Джордж Фентън, Джонас Гуангуа | номинация |
| Награда на БАФТА                     | Най-добър режисьор                  | Ричард Атънбъро               | номинация |
| Награда на БАФТА                     | Най-добър филм                      | Най-добър филм                | номинация |
| Награда на БАФТА                     | Най-добра филмова музика            | Джордж Фентън, Джонас Гуангуа | номинация |
| Награда на БАФТА                     | Най-добър филмов монтаж             | Лесли Уокър                   | номинация |
| Награда на БАФТА                     | Най-добра кинематография            | Най-добра кинематография      | номинация |
| Награда на БАФТА                     | Най-добър звук                      | Най-добър звук                | награда   |
| Награда на БАФТА                     | Най-добър актьор в поддържаща роля  | Джон Тоу                      | номинация |